# سوزان هيرلي (ملحنة)
سوزان هيرلي (بالإنجليزية: Susan Hurley)‏ هي ملحنة أمريكية، ولدت في 1946.